# Longva
Longva är en tidigare tätort i Harams kommun i Møre og Romsdal fylke i västra Norge. Orten ligger vid fylkesväg 659, på den västra delen av ön Flemsøya (Skuløya).
Sedan 2004 räknas orten inte längre som en tätort.